# Wiesentheid
Wiesentheid è un comune tedesco di 4 992 abitanti, situato nel land della Baviera.
Storicamente è stato il centro di una contea autonoma (sovrana) del Sacro Romano Impero, appartenente alla nobile famiglia Schonborn, annessa poi al Regno di Baviera. 
Il grandioso castello è tutt'oggi una delle residenze della celebre famiglia.